# Khor Fakkan Sports Club
Il Khorfakkan Sports & Cultural Club (in arabo ننادي خورفكان الرياضي الثقافي‎?) è una società calcistica emiratina di Khawr Fakkān. Milita nella Lega professionistica degli Emirati Arabi Uniti, la massima serie del campionato emiratino di calcio.

## Storia
La squadra fu fondata nella città di Khawr Fakkān nel 1981 con il nome di Al-Khaleej Sports and culture Club, dalla fusione dello Yarmouk SC e del Khor Fakkan SC. Tra gli anni ottanta e novanta l'Al-Khaleej riuscì in diverse occasioni a partecipare al campionato emiratino di massima serie, oltre a vincere la Coppa della Federazione nella stagione 1993-1994 e arrivare in finale di Coppa del Presidente degli Emirati Arabi Uniti nella stagione 1986-1987. Nonostante ciò, la squadra non riuscì mai ad affermarsi come una presenza stabile nella massima serie nazionale. Il club ha trascorso, infatti, la maggior parte della propria storia in Prima Divisione UAE, la seconda serie nazionale, dove ha ottenuto il primo posto in classifica per cinque volte (1978–79, 1981–82, 1993-94, 2000-01, 2007-08).
Nel giugno del 2017, per volontà dello sceicco dell'Emirato di Sharja Sultan III bin Muhammad al-Qasimi, il club ha introdotto un nuovo logo ed è stato rinominato Khorfakkan Sports & Cultural Club, per stabilire una maggiore coesione tra il club e la città di Khawr Fakkān.
Nel 2019 la squadra conseguì la promozione nella massima serie emiratina grazie alla vittoria del campionato di seconda serie 2018-2019, facendo così l'esordio nella massima serie nazionale con il nuovo nome e ritornando dopo l'ultima esperienza della stagione 2008-2009.

## Palmarès

### Competizioni nazionali
- Coppa della Federazione calcistica degli Emirati Arabi Uniti: 1

1993-1994
- Campionato emiratino di seconda divisione: 6

1978–1979, 1981–1982, 1993-1994, 2000-2001, 2007-2008, 2018–2019

### Altri piazzamenti
- Coppa del Presidente degli Emirati Arabi Uniti:

finalista: 1986-1987

## Organico

### Rosa 2024-2025
Aggiornata al 6 marzo 2025.
| N. |                                | Ruolo | Calciatore                                         |
| -- | ------------------------------ | ----- | -------------------------------------------------- |
| 1  | Emirati Arabi Uniti (bandiera) | P     | Ahmed Al-Hosani                                    |
| 3  | Corea del Sud (bandiera)       | D     | Kwon Kyung-won                                     |
| 4  | Emirati Arabi Uniti (bandiera) | D     | Mohammed Ali Shaker                                |
| 5  | Guinea (bandiera)              | C     | Ahmadou Camara                                     |
| 6  | Emirati Arabi Uniti (bandiera) | D     | Abdurahman Yousef                                  |
| 7  | Brasile (bandiera)             | A     | Lourency                                           |
| 8  | Emirati Arabi Uniti (bandiera) | C     | Waleed Hussain                                     |
| 9  | Marocco (bandiera)             | A     | Tarik Tissoudali                                   |
| 10 | Brasile (bandiera)             | C     | Mattheus Oliveira                                  |
| 12 | Emirati Arabi Uniti (bandiera) | P     | Ahmed Mahmoud                                      |
| 13 | Emirati Arabi Uniti (bandiera) | P     | Khalid Salem                                       |
| 14 | Marocco (bandiera)             | C     | Oussama Noureddine                                 |
| 15 | Emirati Arabi Uniti (bandiera) | D     | Abdullah Al-Karbi                                  |
| 16 | Argentina (bandiera)           | D     | Pedro Pavlov                                       |
| 17 | Emirati Arabi Uniti (bandiera) | D     | Sultan Al-Zaabi (In prestito dallo Shabab Al Ahli) |
| 18 | Corea del Sud (bandiera)       | C     | Won Du-jae                                         |
| 23 | Emirati Arabi Uniti (bandiera) | D     | Saeed Ahmed Abdulla                                |

| N. |                                | Ruolo | Calciatore                                          |
| -- | ------------------------------ | ----- | --------------------------------------------------- |
| 27 | Emirati Arabi Uniti (bandiera) | C     | Sultan Al-Shamsi                                    |
| 28 | Emirati Arabi Uniti (bandiera) | D     | Nawaf Dhawi                                         |
| 30 | Guinea (bandiera)              | D     | Oumar Keita (In prestito dallo Shabab Al Ahli)      |
| 37 | Marocco (bandiera)             | A     | Ayman Rchoq                                         |
| 40 | Emirati Arabi Uniti (bandiera) | C     | Abdullah Al-Naqbi                                   |
| 43 | Brasile (bandiera)             | D     | Kayque Campos                                       |
| 44 | Emirati Arabi Uniti (bandiera) | C     | Khalid Jalal                                        |
| 48 | Emirati Arabi Uniti (bandiera) | P     | Jamal Al-Hosani                                     |
| 55 | Emirati Arabi Uniti (bandiera) | P     | Ali Eissa                                           |
| 60 | Mali (bandiera)                | C     | Drissa Coulibaly (In prestito dallo Shabab Al Ahli) |
| 66 | Emirati Arabi Uniti (bandiera) | C     | Hamdan Humaid (In prestito dallo Shabab Al Ahli)    |
| 72 | Corea del Sud (bandiera)       | A     | Seung-joon Lee                                      |
| 74 | Egitto (bandiera)              | D     | Abdalla Al Refaey                                   |
| 77 | Argentina (bandiera)           | C     | Brian Ramírez                                       |
| 80 | Emirati Arabi Uniti (bandiera) | D     | Omar Saeed                                          |
| 90 | Portogallo (bandiera)          | A     | Nélson Pereira                                      |
| 99 | Mali (bandiera)                | A     | Cheickna Doumbia (In prestito dallo Shabab Al Ahli) |

### Staff tecnico
| Ruolo                 | Nome              |
| --------------------- | ----------------- |
| Allenatore            | Daniel Isăilă     |
| Vice-allenatore       | Ivan Hucko        |
| Collaboratore tecnico | Abbas Abdul Ghani |
| Allenatore portieri   | Saad Saqib        |
| Preparatore atletico  | Abdullah Jumaa    |
| Match analyst         | Anwar Khamis      |
| Dottore               | Mansour Ismail    |
| Fisioterapista        | Mohamed Mounir    |

## Cronistoria recente
| Stagione | Livello | N. squadre | Pos. | Coppa del Presidente | Coppa di Lega emiratina |
| -------- | ------- | ---------- | ---- | -------------------- | ----------------------- |
| 2008–09  | 1       | 12         | 12°  | Quarti di finale     | Primo turno             |
| 2009–10  | 2       | 8          | 6°   | Ottavi di finale     | —                       |
| 2010–11  | 2       | 8          | 6°   | Turno preliminare    | —                       |
| 2011–12  | 2       | 8          | 5°   | Ottavi di finale     | —                       |
| 2012–13  | 2       | 14         | 8°   | Turno preliminare    | —                       |
| 2013–14  | 2       | 13         | 6°   | Turno preliminare    | —                       |
| 2014–15  | 2       | 11         | 9°   | Turno preliminare    | —                       |
| 2015–16  | 2       | 9          | 8°   | Turno preliminare    | —                       |
| 2016–17  | 2       | 12         | 7°   | Turno preliminare    | —                       |
| 2017–18  | 2       | 12         | 5°   | Turno preliminare    | —                       |
| 2018–19  | 2       | 10         | 1°   | Turno preliminare    | —                       |
| 2019–20  | 1       | 14         | 12°  | Ottavi di finale     | Primo turno             |
| 2020–21  | 1       | 14         | 10°  | Ottavi di finale     | Quarti di finale        |
| 2021–22  | 1       | 14         | 10°  | Ottavi di finale     | Primo turno             |
| 2022–23  | 1       | 14         | 10°  | Ottavi di finale     | Quarti di finale        |
| 2023–24  | 1       | 14         | 12°  | Ottavi di finale     | Primo turno             |
| 2024–25  | 1       | 14         | 8°   | Ottavi di finale     | Primo turno             |